# L'Aventurière de Gibraltar
Pour plus de détails, voir Fiche technique et Distribution.
L'Aventurière de Gibraltar (La donna che venne dal mare) est un film d'espionnage de guerre franco-hispano-italien réalisé par Francesco De Robertis et sorti en 1957.
C'est le dernier film réalisé en noir et blanc par le réalisateur, qui passera à la couleur dans le film suivant.

## Synopsis
La femme qui venait de la mer est une belle blonde au centre d'une affaire d'espionnage pendant la Seconde Guerre mondiale. Des plongeurs italiens sabotent des unités navales britanniques dans la rade de Gibraltar où sont ancrés des navires britanniques. Les agents secrets s'affrontent cependant sur terre et les espions italiens l'emportent grâce à l'intervention de la jeune fille. 

## Fiche technique
- Titre français : L'Aventurière de Gibraltar ou La Femme venue de la mer[1]
- Titre original italien : La donna che venne dal mare[2]
- Réalisateur : Francesco De Robertis
- Scénario : Francesco De Robertis, Pasquale Festa Campanile, Massimo Franciosa, Giuseppe Mangione
- Photographie : Carlo Carlini, Enzo Serafini
- Montage : Gaby Pennlba
- Musique : Piero Piccioni
- Décors : Piero Poletto (it)
- Costumes : Adriana Berselli
- Production : Mario Gabrielli, Fritz Bukofzer
- Société de production : Film Costellazione, Saitz Film, Film Tellus
- Pays de production :  Italie -  Espagne -  France
- Langue originale : italien
- Format : Noir et blanc - 2,35:1 - Son mono - 35 mm
- Durée : 96 minutes
- Genre : Film d'espionnage de guerre
- Dates de sortie :
  - Italie : 4 octobre 1957
  - Espagne : 7 août 1958
  - France : 24 août 1960

## Distribution
- Vittorio De Sica : console Bordogin
- Sandra Milo : Danae Niebel
- Peter Lynn : Dario Nucci
- Juan Calvo : Miguel
- Nino Milano : secrétaire du Consul
- Pedro Gimenez : O'Connor
- Romano Gaspari
- Luciana Paluzzi : Marta
- Roberto Petrocelli
- Gina Rovere : serveuse
- Rossella Monti : Lucia